# Посёлок Лесозавода № 8
Посёлок Лесозавода № 8  — упразднённый в 1941 году населённый пункт в Кандалакшском районе Мурманской области. Включен в рабочий посёлок Лесозаводский, ныне входящим в городское поселение Зеленоборский.

## География
Расположен на острове Овечий в Кандалакшском заливе, вблизи острова Олений.

## История
До мая 1938 входил в состав Карелии.
Указом Президиума Верховного Совета РСФСР от 27 марта 1941 года населённый пункт при лесозаводе № 7 Кандалакшского района Мурманской области, отнесен к разряду рабочих поселков с присвоением ему наименования — рабочий посёлок Лесозаводский и с включением в черту рабочего поселка населённых пунктов: лесозавода № 8 и бывшего лесозавода № 44.